# Église Santissimo Crocifisso
L'église Santissimo Crocifisso (en français : du Sanctissime-Crucifix), également appelé localement l'Oratoire du Crucifix est une église romaine située dans le rione Trevi sur la piazza del Oratorio.

## Historique
L'église a été construite pour accueillir les réunions de la Confraternité du Saint-Sacrement qui se tenaient alors dans l'église San Marcello al Corso où a été miraculeusement sauvé d'un incendie un crucifix de bois en 1519. En 1562, la confraternité fait édifier l'église, suivant l'accord donné par le pape Clément VII en 1526, sur les plans de l'architecte Giacomo della Porta. Après six ans de travaux, financés par les subventions des cardinaux Ranuccio Farnèse et Alexandre Farnèse, l'église est finie en 1568.

## Architecture et décorations
L'église possède une nef unique. Le plafond actuel a remplacé un plafond de bois de l'ébéniste Flaminio Boulanger (sv) datant de 1584 et détruit en 1798 par l'armée d'occupation française napoléonienne. L'actuel date de 1878 et illustre le Triomphe de la Croix, construit et peint par Giovanni Gagliardi, sur commande du pape Léon XIII. Les murs illustrent également l'histoire de la Vraie Croix, selon un plan établi par Tommaso dei Cavalieri et réalisé entre 1578 et 1584 par Girolamo Muziano. Les peintres majeurs qui ont élaboré les fresques principales sont Giovanni de Vecchi, Pomarancio et Cesare Nebbia.
Sur le maître-autel est posée une copie du crucifix miraculeux de l'église San Marcello al Corso. L'église possède également de grandes orgues construites par Giovanni Corrado Verlé, en 1744.

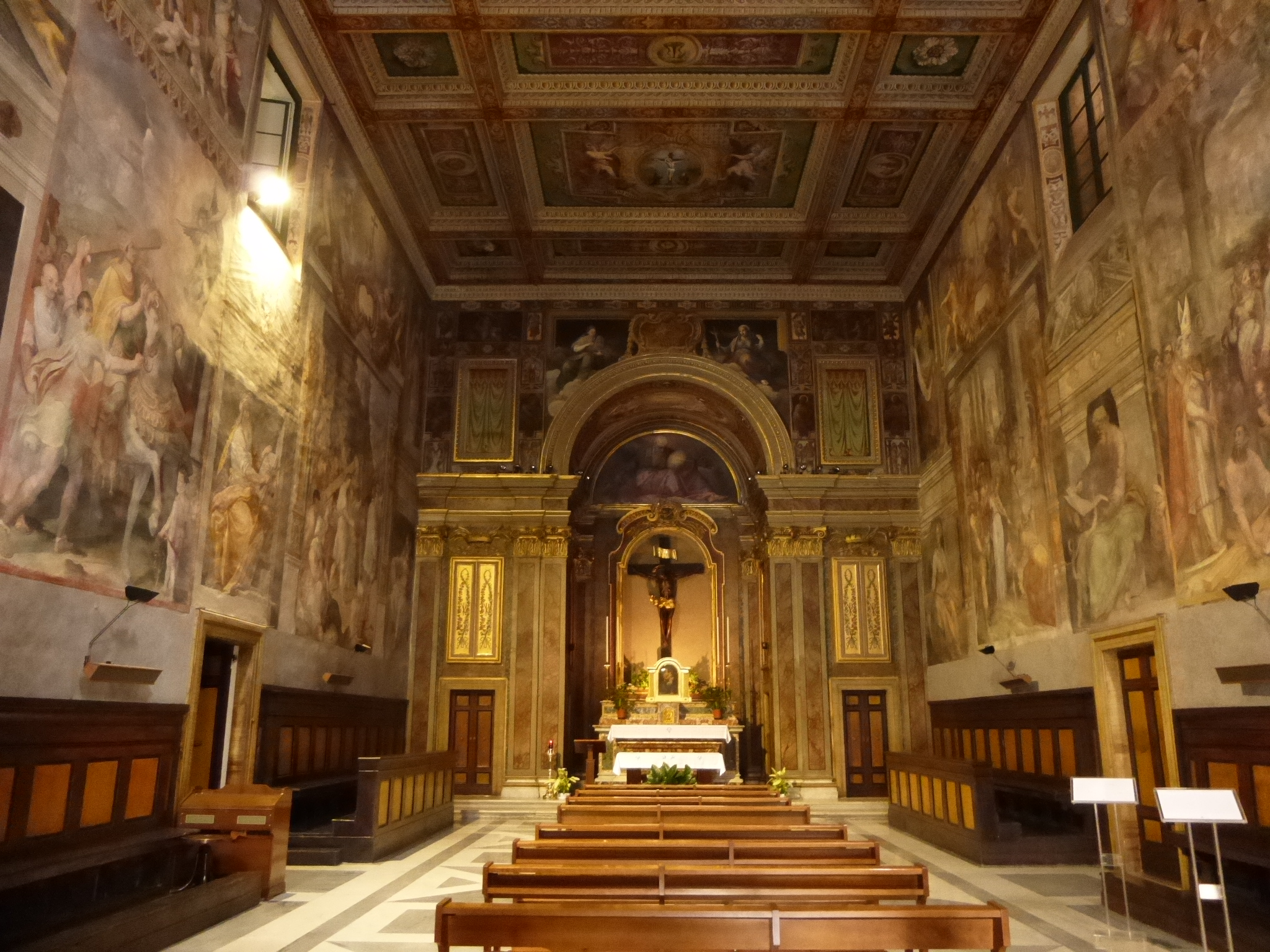
Intérieur, avec les murs à fresques
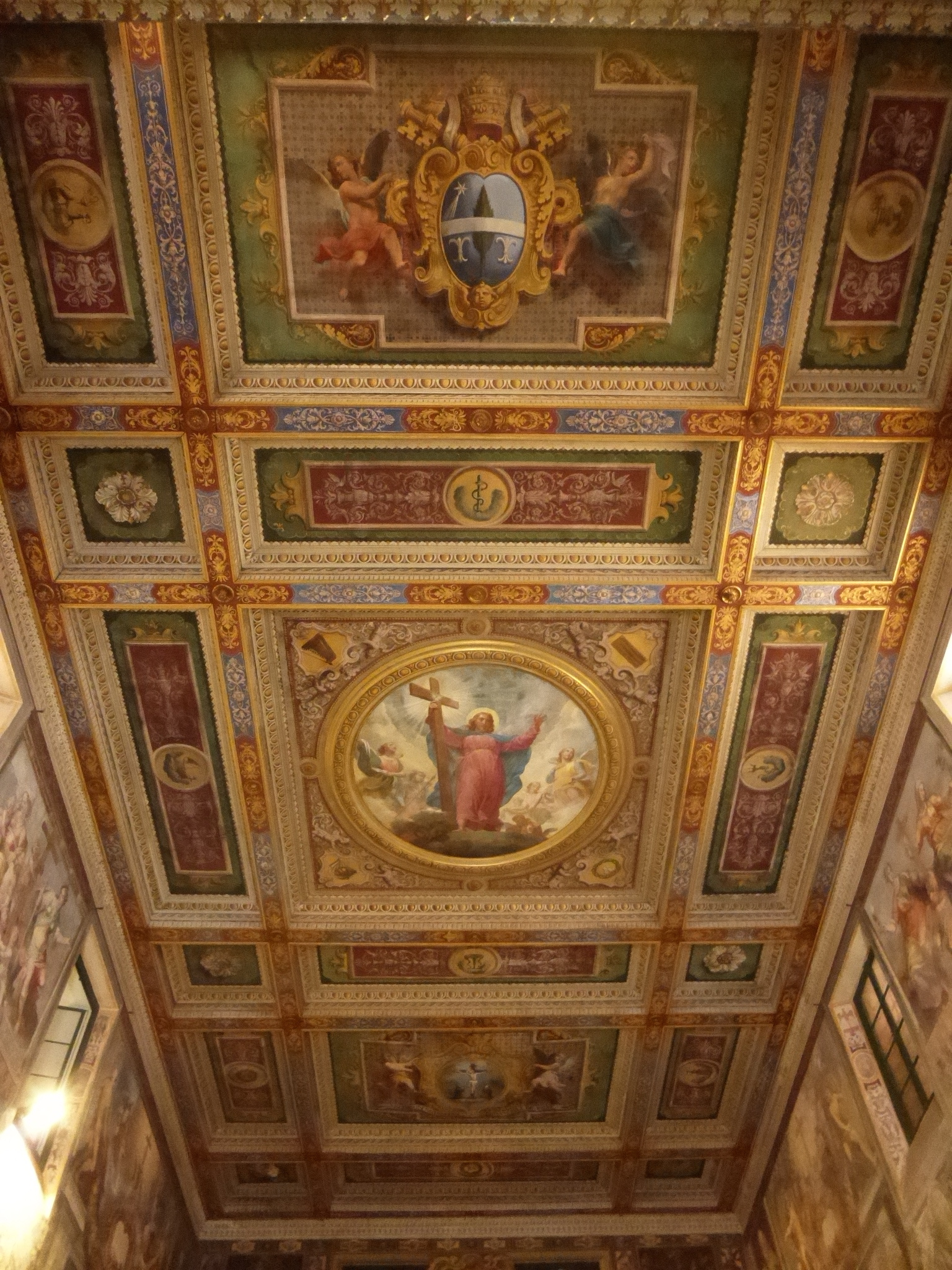
Plafond
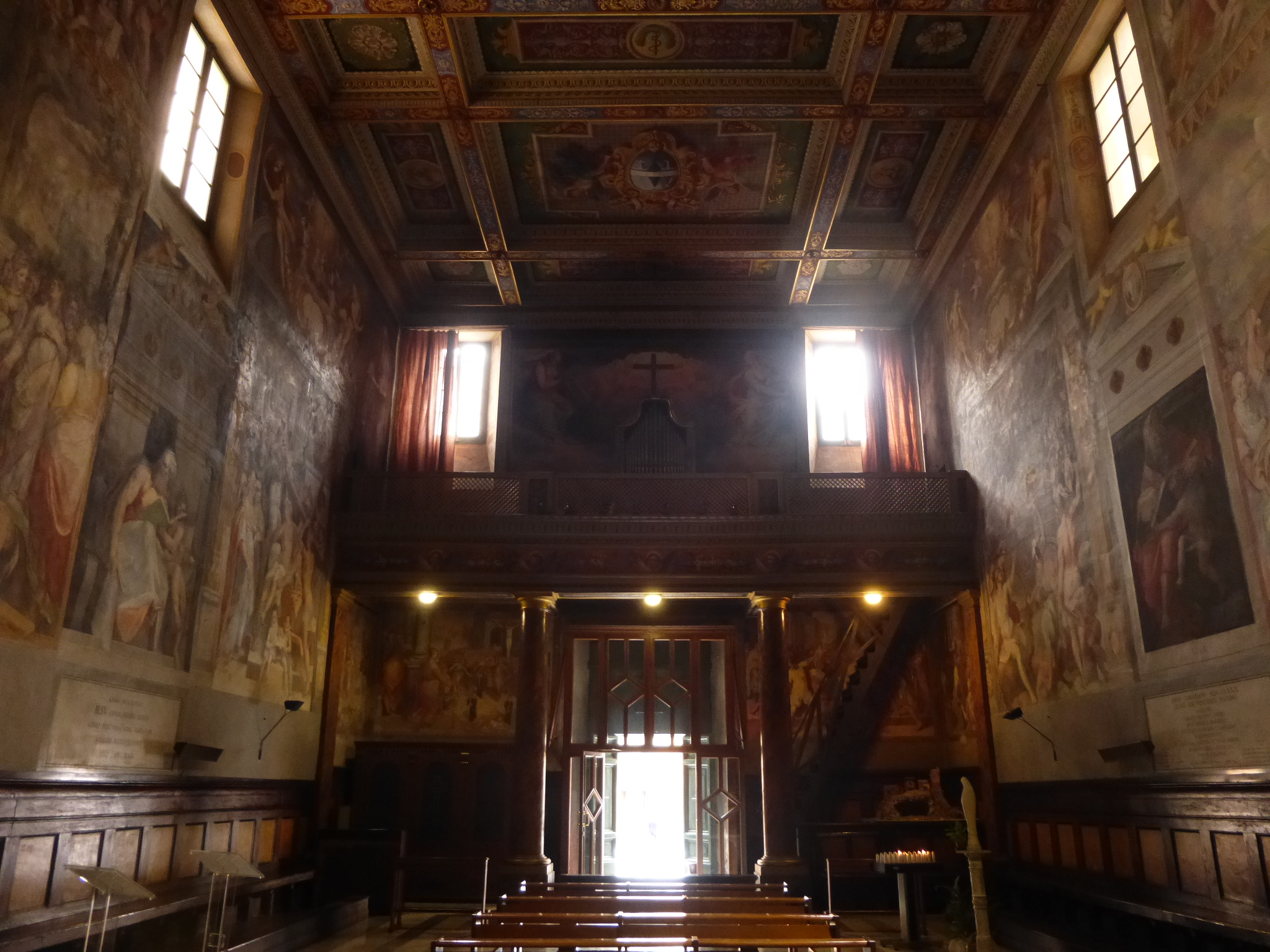
Contre-façade